# 黄娟
黄娟（1990年5月19日—），女，汉族，贵州贵阳人，中国演员，主持人，拍摄过多部影视剧，工作单位现为重庆市话剧团。

## 影视作品

### 电视剧
| 年份   | 剧名                                 | 角色           |
| ------ | ------------------------------------ | -------------- |
| 2020年 | 《风声》                             | 金若娴         |
| 2012年 | 《头牌喜乐会》之《三笑》             | 秋香           |
| 2012年 | 《大戏法》                           | 巧莲           |
| 2011年 | 《望海》                             | 陈秋娟         |
| 2011年 | 《幸福小丈夫》                       | 方心兰         |
| 2011年 | 《楚留香新传》之《鬼恋传奇》         | 石绣云         |
| 2011年 | 《大唐女巡按》                       | 太平公主       |
| 2011年 | 《碧波仙子》                         | 蜘蛛精（客串） |
| 2010年 | 《天师钟馗之美丽传说》之《青蛇有泪》 | 水灵玉         |
| 2009年 | 《难为女儿红》                       | 艾梦旋         |
| 2009年 | 《缉毒先锋》                         | 宋丽佳         |
| 2008年 | 《亲爱的敌人》                       | 柳佳           |
| 2007年 | 《那些迷人的往事》                   | 杨北萍         |
| 2007年 | 《洪湖赤卫队》                       | 秋菊           |
| 2006年 | 《康熙微服私访记》第五部             | 莫雨燕         |
| 2005年 | 《大校的女儿》                       | 姜凤           |
| 2005年 | 《傲剑江湖》又名《把酒问青天》       | 小芳（客串）   |
| 2004年 | 《天使在线》又名《AI特警队》         | 蕾蕾           |
| 2003年 | 《复活》                             | 媚媚           |
| 2002年 | 《有情鸳鸯无情剑》                   | 如意           |

### 电影
| 年份   | 片名                        | 角色             |
| ------ | --------------------------- | ---------------- |
| 2009年 | 系列电影《大国手》（共8部） | 赛时迁           |
| 2009年 | 《爱情36计》                | 溜溜（女二号）   |
| 2007年 | 《彩票也疯狂》              | 杨丽文（女二号） |
| 2005年 | 《青红》                    | -                |
| 2005年 | 《陶器人形》                | 秘书             |
|        | 《娘》                      | 海玲（女二号）   |
|        | 电视电影《聊斋之连琐》      | 连琐(女一号)     |
|        | 电视电影《一个人的婚礼》    | 秦青             |
|        | 电视电影《永远在一起》      | 郑丹             |

## 主持
- 《影视速递》、《削皮地带》、《健身俱乐部》 贵州电视台
- 《华流游美》 日本BS卫星电视台 2005、2006年
- 日本卫星电视台2006年“北京－日本电影周”专题片

## 广告
- 太太美容口服液(导演侯咏)
- 飘柔洗发水
- 康师傅好滋味方便面
- 胖哥A感觉槟榔
- 瑞风汽车
- 北京歌华数字电视机顶盒
- 七巧板混合果汁饮料
- 稻花香白酒
- 厨壹堂全能厨房
- 金星啤酒形象代言
- 美加化妆品面膜形象代言
- 傲莱达芬妮无缝内衣形象代言
- 城市风标大型户外广告形象代言
- 中国结（获贵州第十届广告节金奖）